# Victoria Cup 2010
La Victoria Cup del 2010 fue la primera edición del torneo de selecciones africanas de rugby que se celebró del 12 de junio al 24 de julio de 2010.

## Equipos participantes
- Selección de rugby de Kenia (Simbas)
- Selección de rugby de Uganda (The Rugby Cranes)
- Selección de rugby de Zimbabue (Sables)

## Posiciones
| Pos. | Equipo   | Encuentros | Encuentros | Encuentros | Encuentros | Tantos | Tantos | Tantos | Puntos Bonus | Puntos Totales |
| Pos. | Equipo   | J          | G          | E          | P          | F      | C      | Dif.   | Puntos Bonus | Puntos Totales |
| ---- | -------- | ---------- | ---------- | ---------- | ---------- | ------ | ------ | ------ | ------------ | -------------- |
| 1    | Kenia    | 4          | 4          | 0          | 0          | 88     | 48     | + 30   | 2            | 18             |
| 2    | Uganda   | 3          | 1          | 0          | 2          | 54     | 69     | - 15   | 1            | 5              |
| 3    | Zimbabue | 3          | 0          | 0          | 3          | 43     | 58     | - 15   | 2            | 2              |

Nota: Se otorgan 4 puntos al equipo que gane un partido y 2 al que empate
Puntos Bonus: 1 punto por convertir 4 tries o más en un partido y 1 al equipo que pierda por no más de 7 tantos de diferencia

## Resultados
| 12 de junio | Kenia | 11 - 10 | Zimbabue | RFUEA Grounds, Nairobi |  |

| 19 de junio | Uganda | 24 - 15 | Zimbabue | Kyadondo RFC, Kampala |  |

| 3 de julio | Uganda | 25 - 33 | Kenia | Kyadondo RFC, Kampala |  |

| 10 de julio | Kenia | 21 - 5 | Uganda | RFUEA Grounds, Nairobi |  |

| 17 de julio | Zimbabue | 18 - 23 | Kenia | Harare Sports Club, Harare |  |

| 24 de julio | Zimbabue | Cancelado | Uganda | Harare Sports Club, Harare |  |

| Bandera de Kenia |
| Campeón Kenia    |
| Primer título    |